# 三式弾

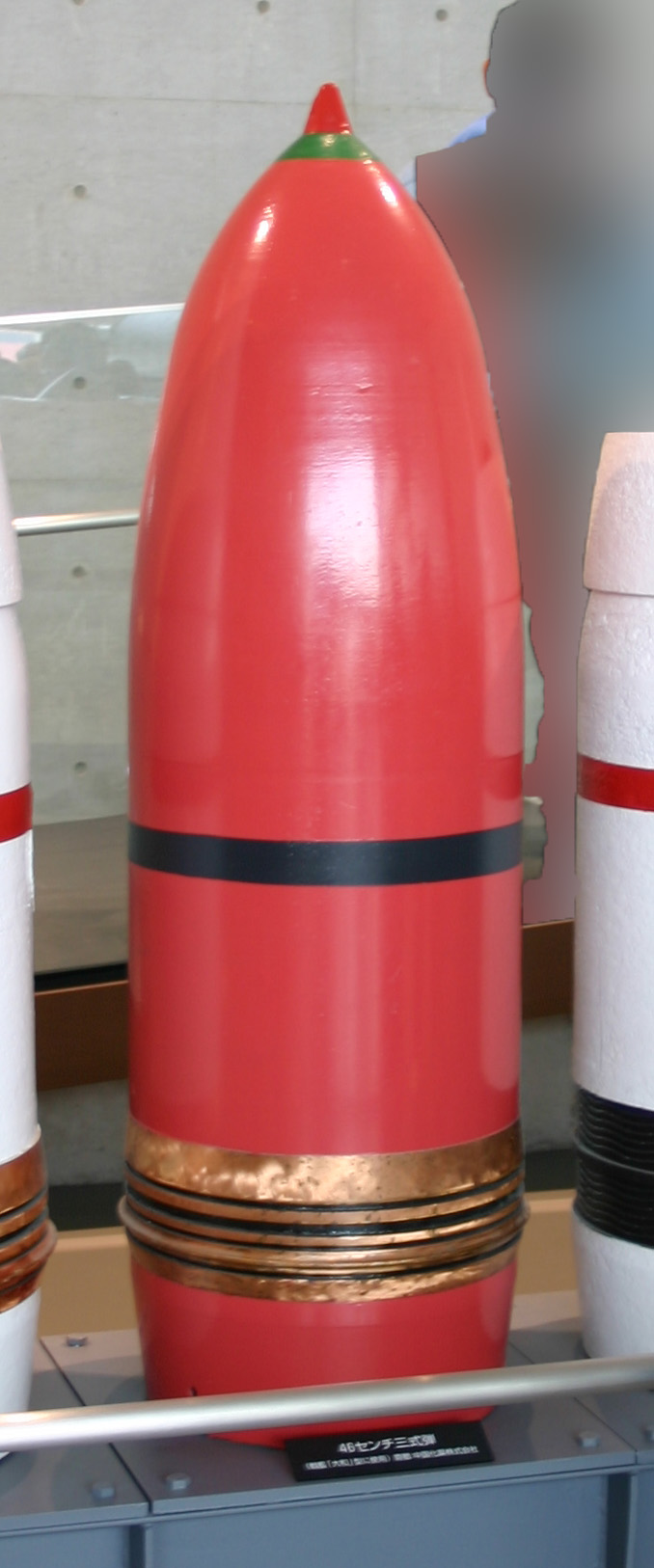
大和ミュージアムに展示されている三式弾

三式通常弾（さんしきつうじょうだん）は、大日本帝国海軍が主に戦艦・巡洋艦用に開発した対空砲弾。三式弾または三式焼霰弾（しょうさんだん）とも呼ばれ、原理的には榴散弾の一種である。同じ口径の九一式徹甲弾より全長が短く、46cm砲用では全長160cm（九一式徹甲弾では195.5cm）、重量1,360kg。12.7cm三式弾では底面直径が54cmで拡散角は10度。996個の弾子を内蔵する。

## 概要
日本海軍は日中戦争や、昭和14年度に行われた艦隊演習時の対空射撃の経験から、従来型対空射撃よりも効率的な対空射撃を行うための砲弾を要求し、この要求に応じて開発された。砲弾内部にはマグネシウムや可燃性のゴムが入った焼夷弾子と非焼夷弾子が詰まっており、1つの弾子の大きさは25mm×90mmとなっている。
発射後は、従来型の対空砲弾だった零式通常弾と同じ零式時限信管により、敵航空機編隊の前面で炸裂し、弾子を放出する。焼夷弾子は3,000度で約5秒間燃焼し、敵航空機を炎上させる狙いがあった。瞬発信管を使用することで、砲弾の命中時に弾子を射出することも可能。弾子放出の0.5秒後には弾殻も炸裂し、破片効果を発揮する。
太平洋戦争中のガダルカナル島の戦いにおけるヘンダーソン基地艦砲射撃では、地上施設に対しても効果を発揮したが、実射試験に使われた珊瑚礁よりも島の土壌が柔らかかったため、信管が作動せず不発となったものがアメリカ側に鹵獲されている。

## 効果

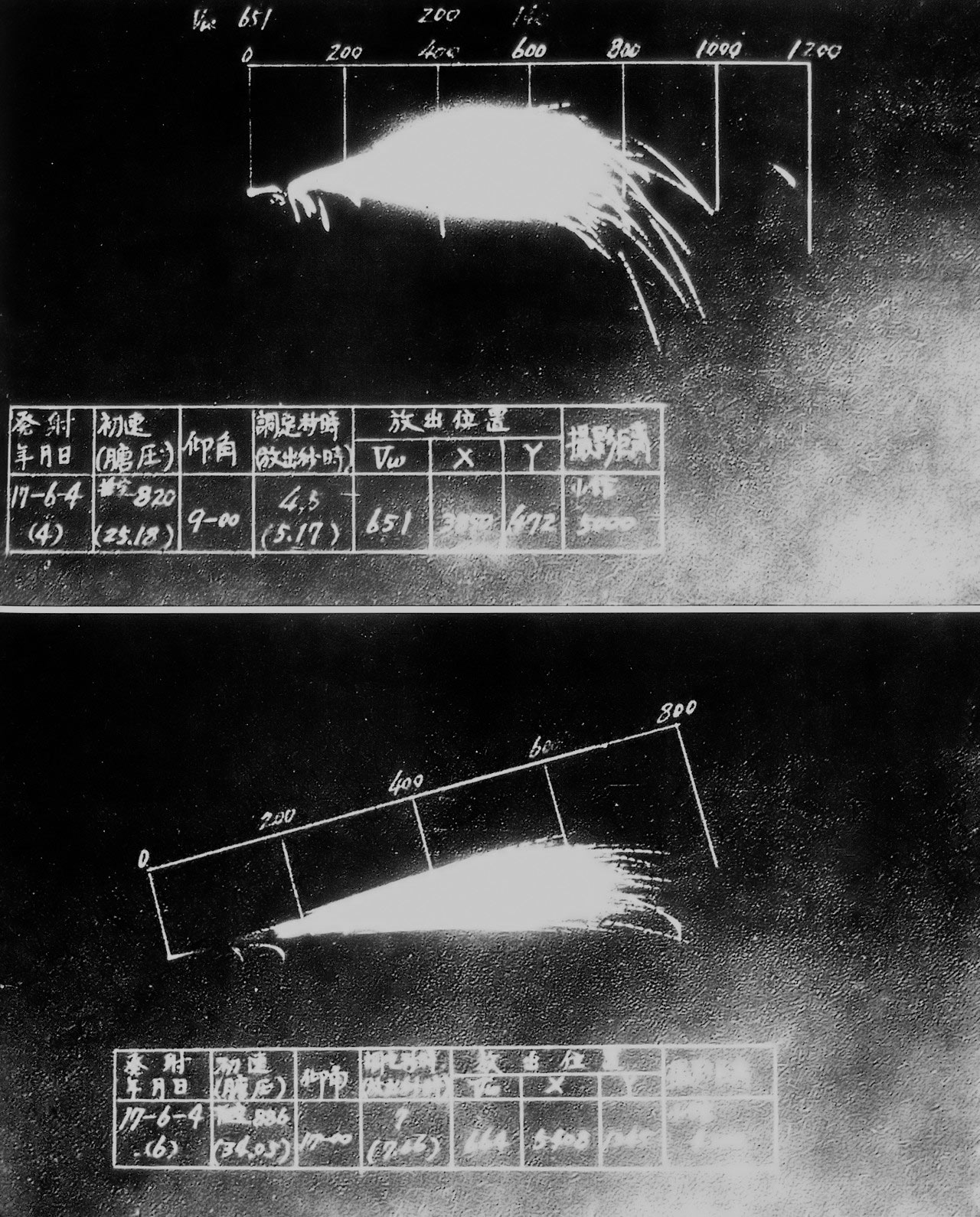
弾子放出の状況

炸裂点を頂点とする円錐状の空間を攻撃できる。同じく対空射撃用に使われた通常形式の14センチ砲用零式通常弾では、炸裂点の全周囲に対して高速で鋭利な破片を飛散させ、起爆時の高熱で着火性も持つため、効果範囲と命中率・破壊力に劣る三式通常弾の開発は不要という意見もあった。
当時の対空射撃技術では、高角砲の射程外である10km以遠の目標に対し、三式通常弾の効果範囲では命中が難しく、アメリカ軍側の資料には「パンパンと破裂するがまるで花火のようで、実際の被害は少なかった」との記述も存在し、対空射撃での確実な戦果はほとんど確認が無いとされる。
開発に携わった黛治夫大佐は、マリアナ沖海戦時の重巡洋艦「利根」艦長として実際に三式通常弾を使用しており、戦闘詳報において「大口径砲の三式弾はその威力絶大であり、20センチ砲以下においても、極めて有効なり」とした上で「搭載数を少なくとも現在の3倍に増額の要ありと認む」と具申しており、また、レイテ沖海戦時に戦艦「長門」の戦闘指揮所で三式通常弾の実射の模様を目撃した田代軍寿郎の手記には、「大和」と「長門」による三式通常弾を使用した攻撃で、来襲したB-25 ミッチェル爆撃機約50機の半数以上を撃墜したとの記述がある。（ただし、大和・長門の捷一号作戦時の戦闘詳報によれば、B-25の撃墜数は「他艦との共同で5機」となっている）。しかし、レイテ沖海戦後に日本海軍が重視し、搭載数を増やしたのは零式通常弾だった。
主砲による対空射撃は、装填時間の遅さや爆風・砲煙が他の対空火器の妨げとされる場合があるが、三式通常弾・零式通常弾ともに高角砲や機銃の射程外にある航空機が主な目標で、対空火器との同時運用は想定しないとされていた。三式通常弾の発砲による他の火器への害も記録されていない。
なお、アメリカ海軍もソロモン海戦において戦艦や巡洋艦の主砲を対空射撃に用いたことがあったが、その用法は「攻撃後に（通常の対空火器を避けて）低空を避退する日本機の進路上の海面に通常弾を撃ちこんで巨大な水柱を吹き上げ、その水柱と水飛沫に日本機を突っ込ませる（あるいは水柱を避けて上昇したところを通常の対空火器で狙う）」という応急的なものであり、わざわざ主砲用の対空砲弾を開発することはなかった。

## 陸奥爆沈との関わり
戦艦「陸奥」が爆発事故を起こした際、三式通常弾の自然発火による爆発が疑われ、他の艦艇から三式通常弾が降ろされたことがある。調査では三式通常弾の自然発火は否定されており、陸上の弾薬庫などにおける保管中の発火事故も例は無い（戦闘中の発火・暴発はレイテ沖海戦における「武蔵」の第一砲塔・中砲での報告例があるが、記録の亡失・混乱などの可能性もあり、詳細は不明）。